# Santos Evos
Santos Evos ist eine Gemeinde (Freguesia) im portugiesischen Kreis Viseu. In ihr leben 1474 Einwohner (Stand 19. April 2021).